# Истанг

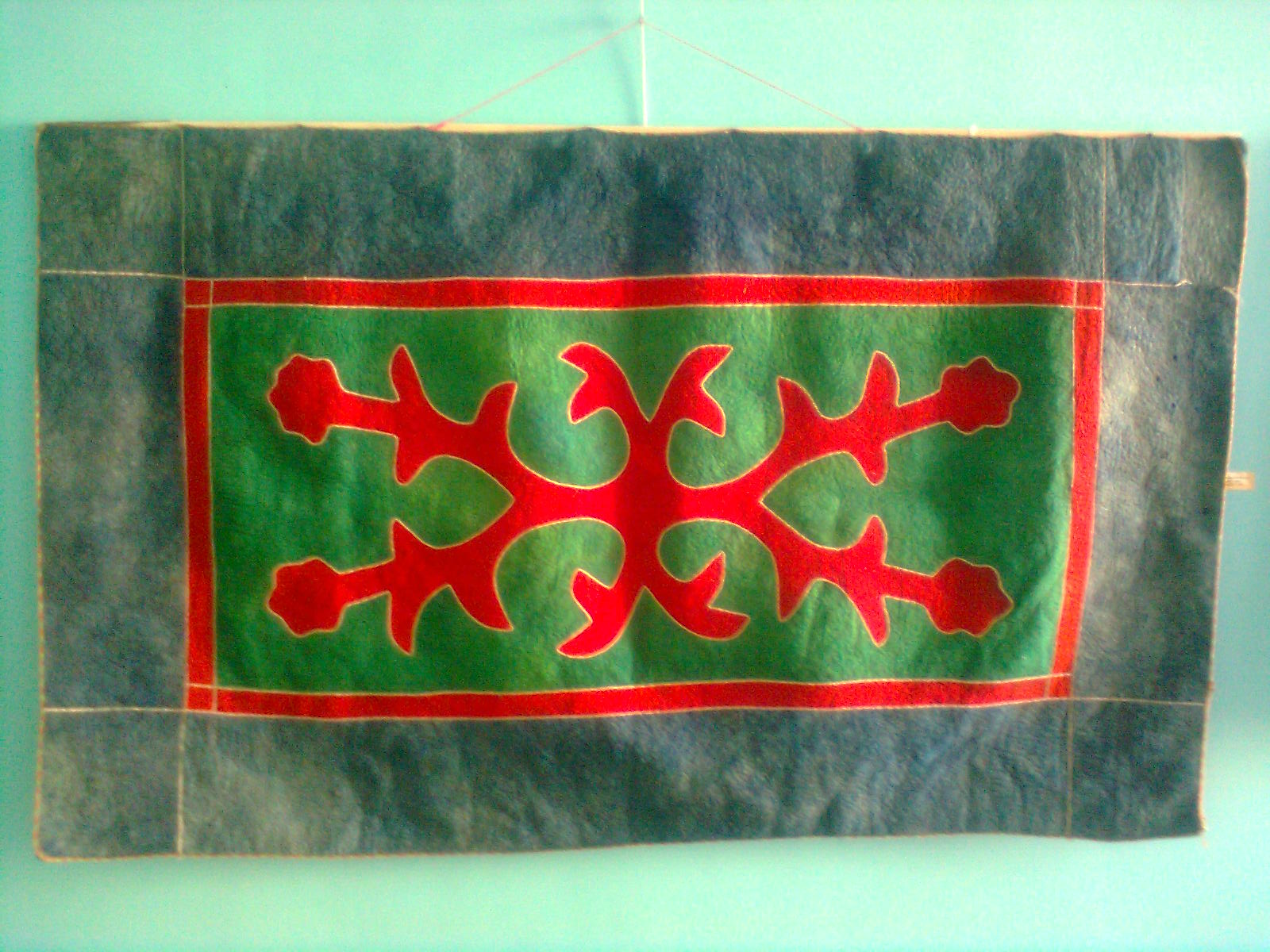
Истанг из коллекции Национального музея Чеченской Республики.

И́станг — традиционный чеченский войлочный ковёр, украшенный национальным орнаментом, выполненным по методу цветной аппликации. Массово производились вплоть до начала XX века.

## История
Чеченские бурки и войлочные ковры отличались хорошим качеством и считались лучшими на Кавказе. Г. Н. Казбек в 1888 году отмечал:
Бурки и войлоки выделываются повсеместно; лучшими считаются чеченские.
О. Маркграф писал о чеченско-кумыкском районе производства войлочных изделий:
Из войлочных изделий особого внимания заслуживают разноцветные сшивные ковры-арлекины. Каждая невеста, например, должна сделать для себя в приданое 2-3 арлекина и от 10 до 20 намазлыков
Декоративный войлочный ковёр пяти тонов размером 1,5×2 м на рынке оценивался в стоимость одной средней коровы. Изделие из готовых окрашенных войлочных полотен оценивалось в одну овцу. Войлочные ковры служили самым дорогим украшением стены в жилище.
В Чечне не было ни одного села, где женщины не занимались бы изготовлением войлока. Но главными центрами производства истангов в Чечне были селения Шали, Центарой, Дуба-Юрт, Чишки, Элистанжи, Ачхой-Мартан, Ведено.

## Технология
Производство ковровых изделий было долгим и изнурительным процессом. Тем не менее, этим на Северном Кавказе и в Средней Азии традиционно занимались женщины. Исключение составляли терские казаки и лезгины, у которых женщины участвовали лишь во вспомогательных процессах. В Закавказье изготовление войлоков также было традиционным мужским занятием.
В качестве сырья для изготовления войлока использовали овечью шерсть. Для изготовления истангов использовали войлок высшего качества.

### Изготовление войлока
Мастерицы руками медленно, без лишних усилий катали рулон шерсти. Каждый такой цикл продолжался примерно 20 минут, после чего делался небольшой перерыв. Всего таких циклов было 4-5. Далее катание шерсти продолжали предплечьями под давлением всего тела катальщицы. Рулон периодически разворачивали, обрызгивали горячей водой, корректировали форму и снова сворачивали. Так продолжалось до тех пор, пока войлок не достигал нужного качества. При этом число циклов никогда нельзя было определить заранее. Обычно уваливание завершалось за один день, но иногда могло растянуться и на два-три дня. После этого войлок разворачивали и стирали в проточной воде. Затем его, туго натягивая, наматывали на массивную палку, и, перевязав в нескольких местах, ставили в угол. Через один-два дня вода стекала, и войлок принимал окончательную форму.
Технология изготовления войлока имела свои особенности в зависимости от места его изготовления. Были и другие особенности. Например, терские казаки на углу полсти вваливали инициалы изготовителя.
Войлок, предназначавшийся для дальнейшего окрашивания, изготавливался исключительно из белой шерсти. Например, таким был войлок, который использовался в качестве основы для будущего истанга или аппликации.

### Окраска войлока

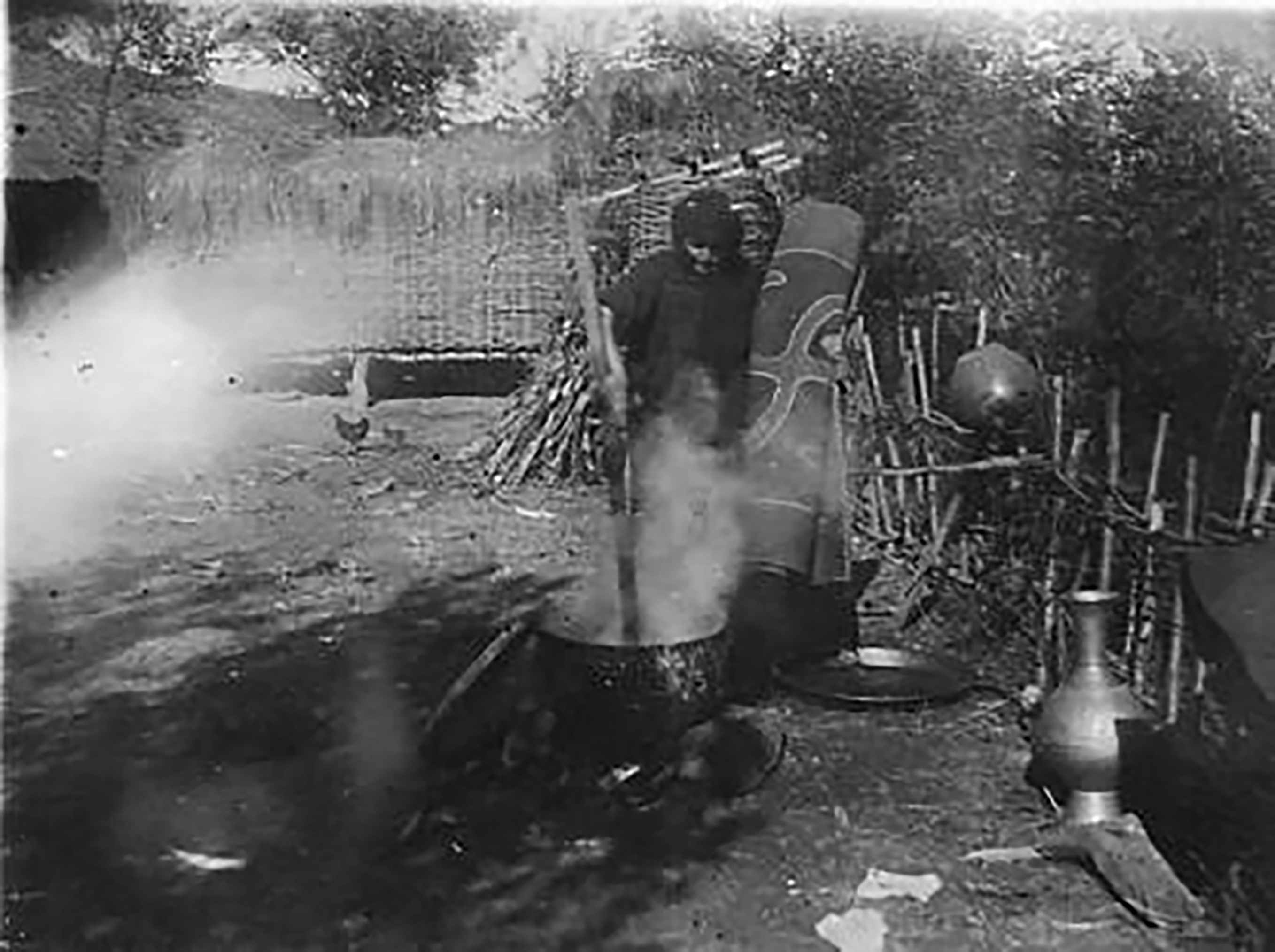
Окраска истангов в селе Герменчук, 1926 год

Для окраски войлока первоначально использовались красители, изготовленные из растительного сырья в кустарных условиях. Используя корни марены, окрашивали изделия в красный цвет, кору ольхи — в жёлтый и т. д. Использовались также зверобой, кора дуба, чабрец, шиповник, крапива, листья грецкого ореха. Дополнительно расширить палитру цветов удавалось за счет комбинирования имеющихся красителей.
Массовое производство крашенных войлочных изделий приводило к необходимости специального выращивания растений, необходимых для окраски изделий. Мареноводство являлось одной из выгоднейших отраслей. Кроме того, кавказская марена широко использовалась текстильной промышленностью России. Ещё одной причиной, вызывавшей спрос на марену, были её лечебные свойства. Поэтому бытовала пословица: «Сеять марену — сеять золото».
Ко второй половине XIX века в Чечне оформились центры по производству крашенных войлоков. В сёлах функционировали красильные мастерские, куда со своими войлочными рулонами подходили многочисленные клиенты. Таких войлоков в Терской области производилось на 800 тысяч рублей в год, в Дагестане — на 275 тысяч, на Кубани — 52 тысячи.
В 1868 году учёные Граббе и Либерман из каменного угля получили искусственный краситель ализарин, дававший красный цвет. Впоследствии появились и другие искусственные красители. В результате кустарно изготовленные красители были почти полностью вытеснены промышленными, хотя многие производители истангов и пытались сопротивляться этому процессу.

### Аппликация

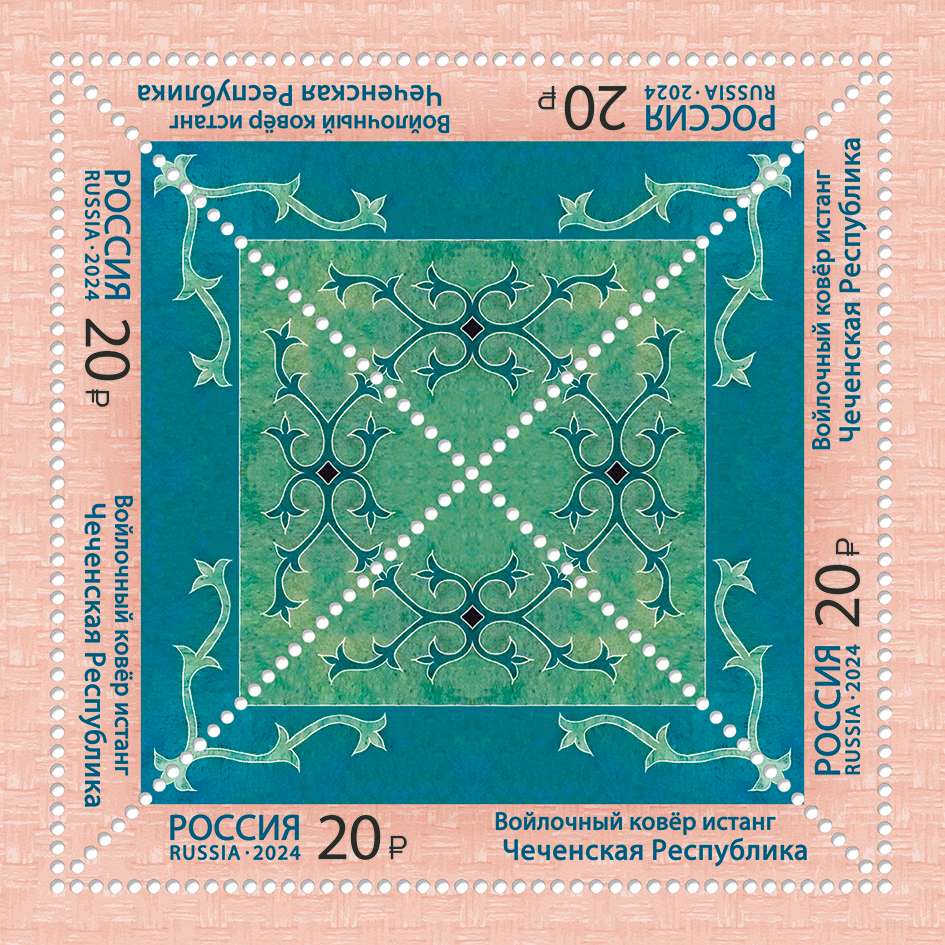
Почтовая марка России. 2024 год.

На войлочную заготовку накладывали выкройку рисунка, влажной тряпкой выравнивали и увлажняли края, затем обсыпали выкройку кукурузной мукой. Число повторов операции определялось числом используемых цветов. Затем вырезали аппликации и закрепляли на основе с обеих сторон. Каждый элемент выделялся чётким контуром и вписывался в общую вязь.
После завершения аппликации края украшали бахромой или обшивали по периметру тканью. Изготавливались также и ковры без аппликации. Технология их производства была проще, а цена, соответственно, ниже. Основными орнаментальными мотивами чеченских ковров были солярные символы, растительные мотивы, узоры, напоминающие средневековые петроглифы. В цветовой гамме в более позднее время преобладали зелёные, жёлтые, красные, коричневые, чёрные и серые тона.

## Современное состояние
В настоящее время истанги производятся в единичных экземплярах художниками и энтузиастами народных промыслов. Кроме того, некоторые современные чеченские художники, например, Ибрагим Самбиев, создают орнаменты для истангов, но не делают самих истангов. То есть, традиционные для истангов орнаменты стали самостоятельным разделом изобразительного искусства. В наше время у чеченцев Панкиси (кистинцы) пользуется популярностью изготовление войлочных изделий для дома и в качестве сувенира.

## В филателии
В 2024 году в России была выпущена марка с изображением истанга.

## Галерея

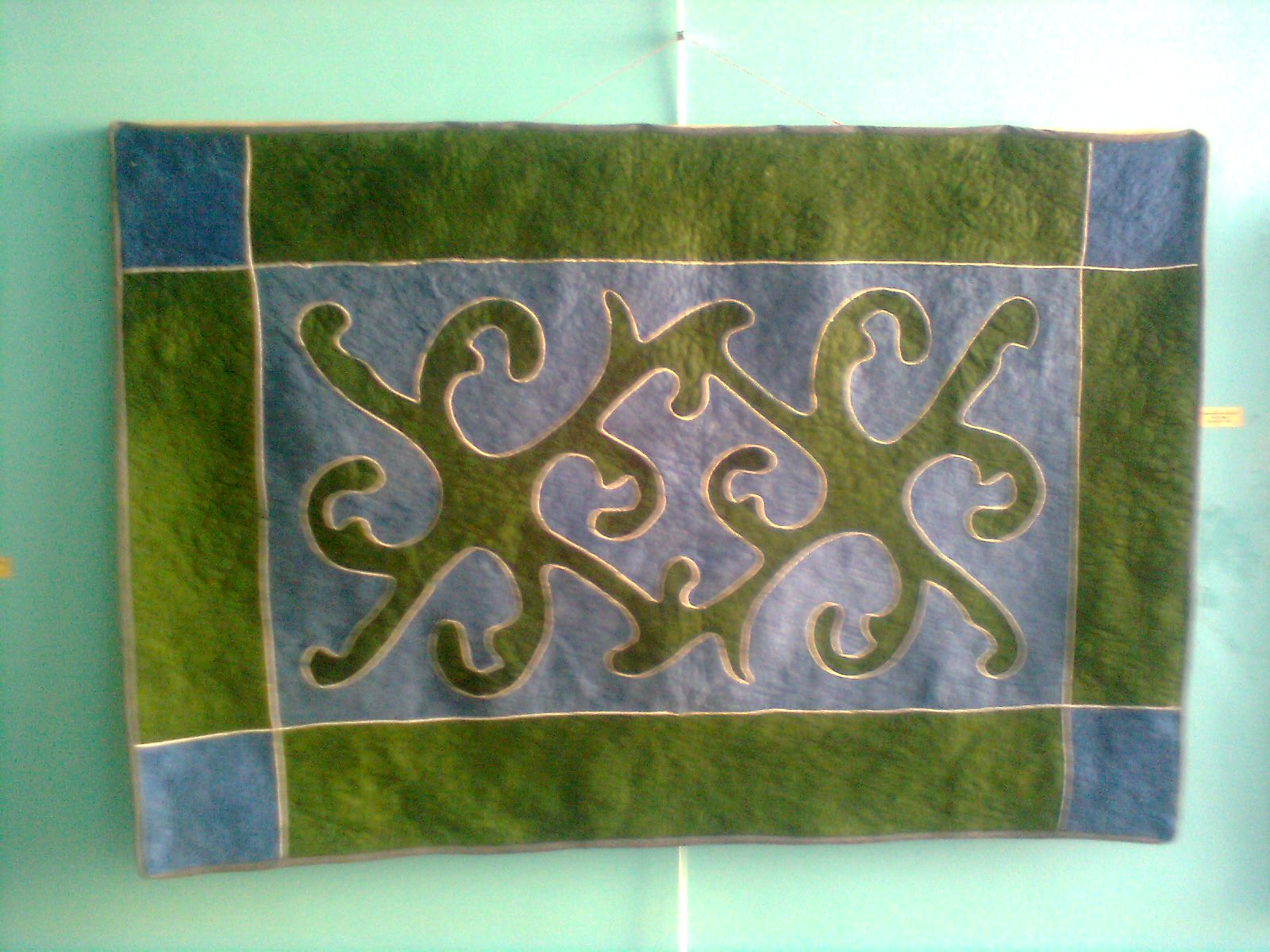
Истанг из коллекции Национального музея Чеченской Республики
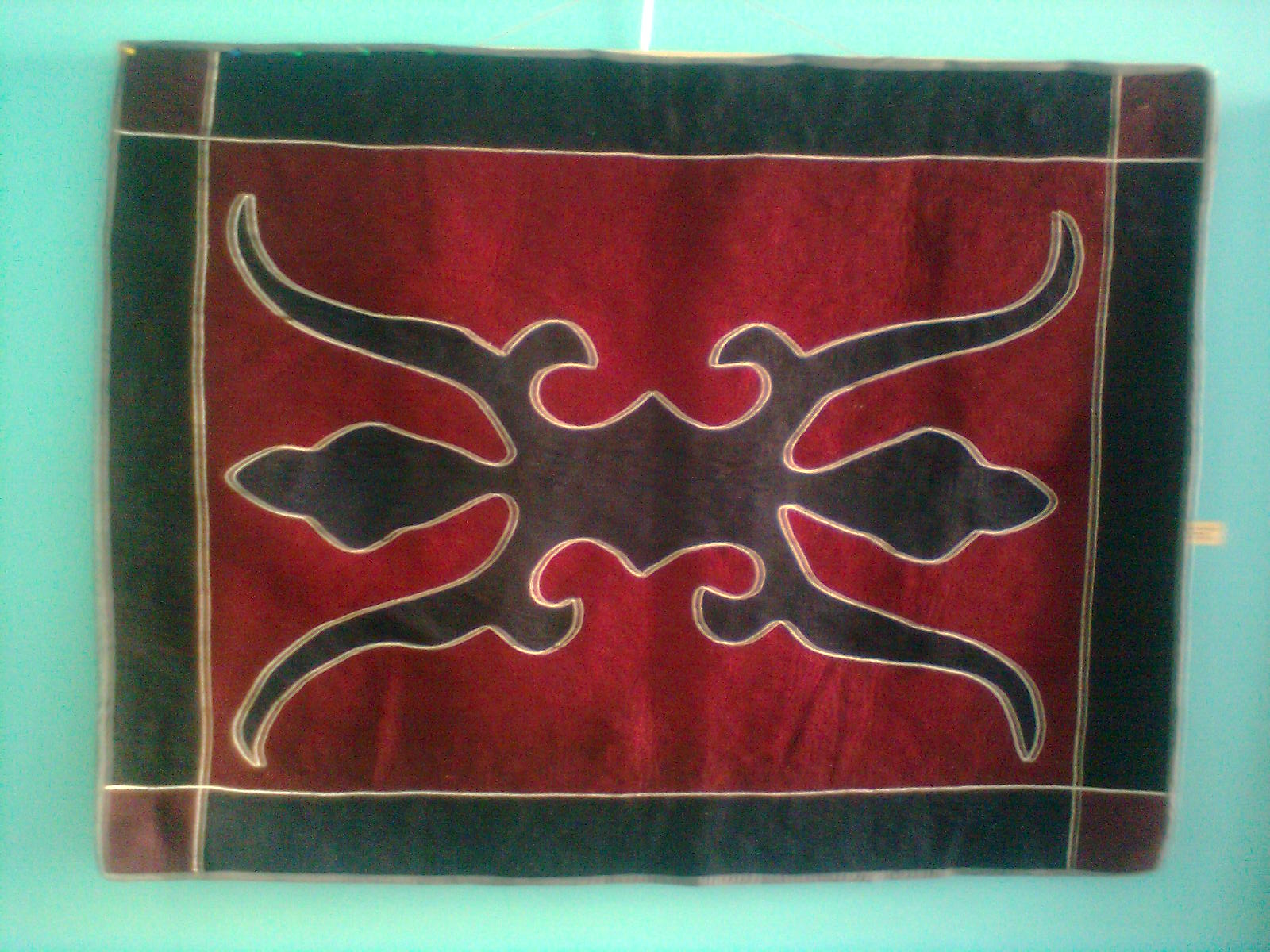
Истанг из коллекции Национального музея Чеченской Республики
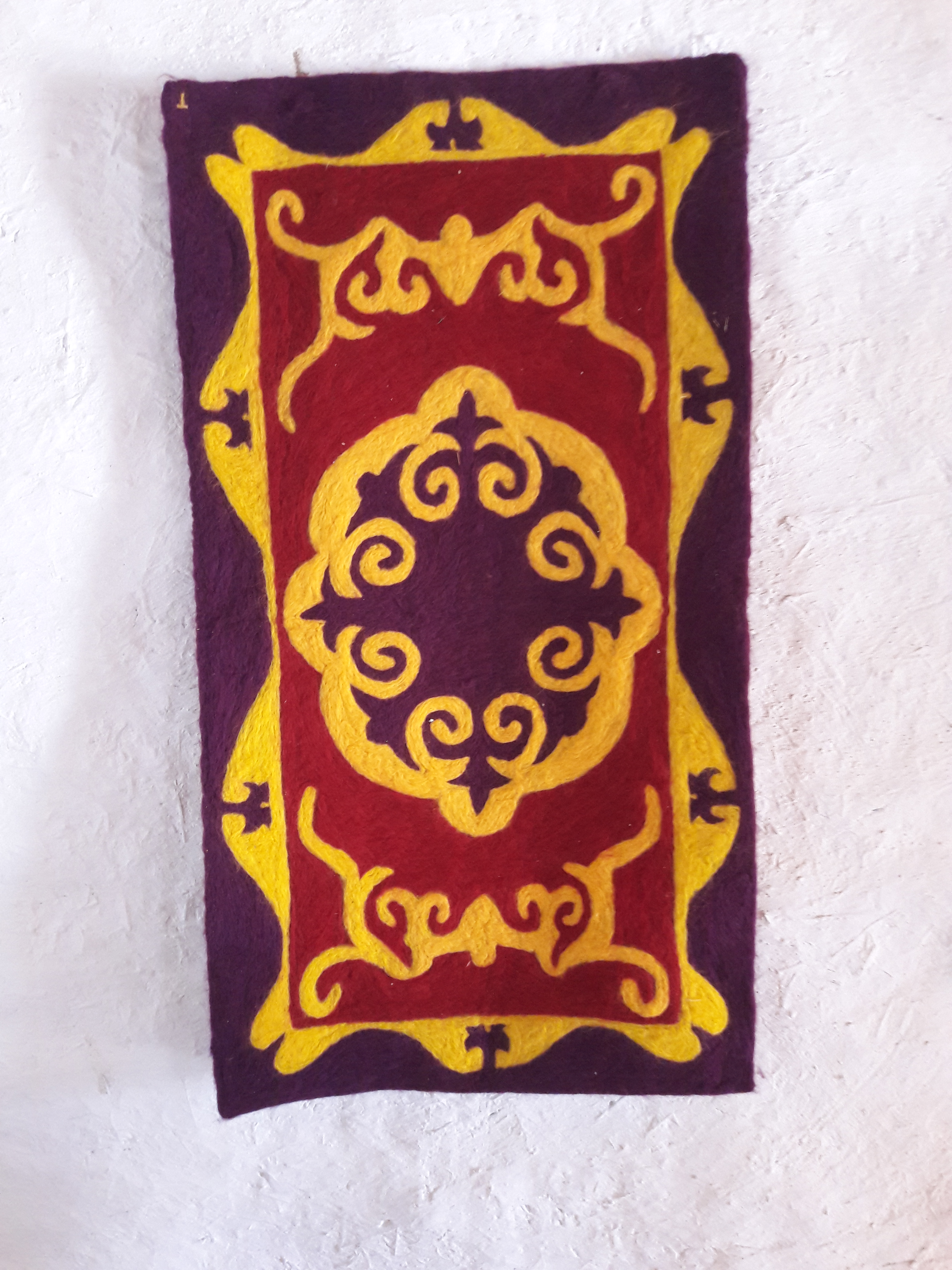
Истанг из села Шатой
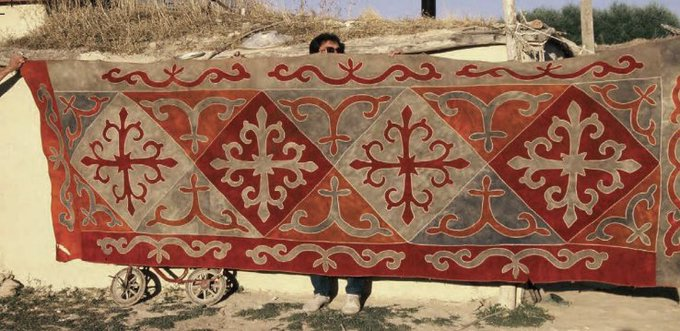
Истанг, сделанный мухаджирами в Кайсери
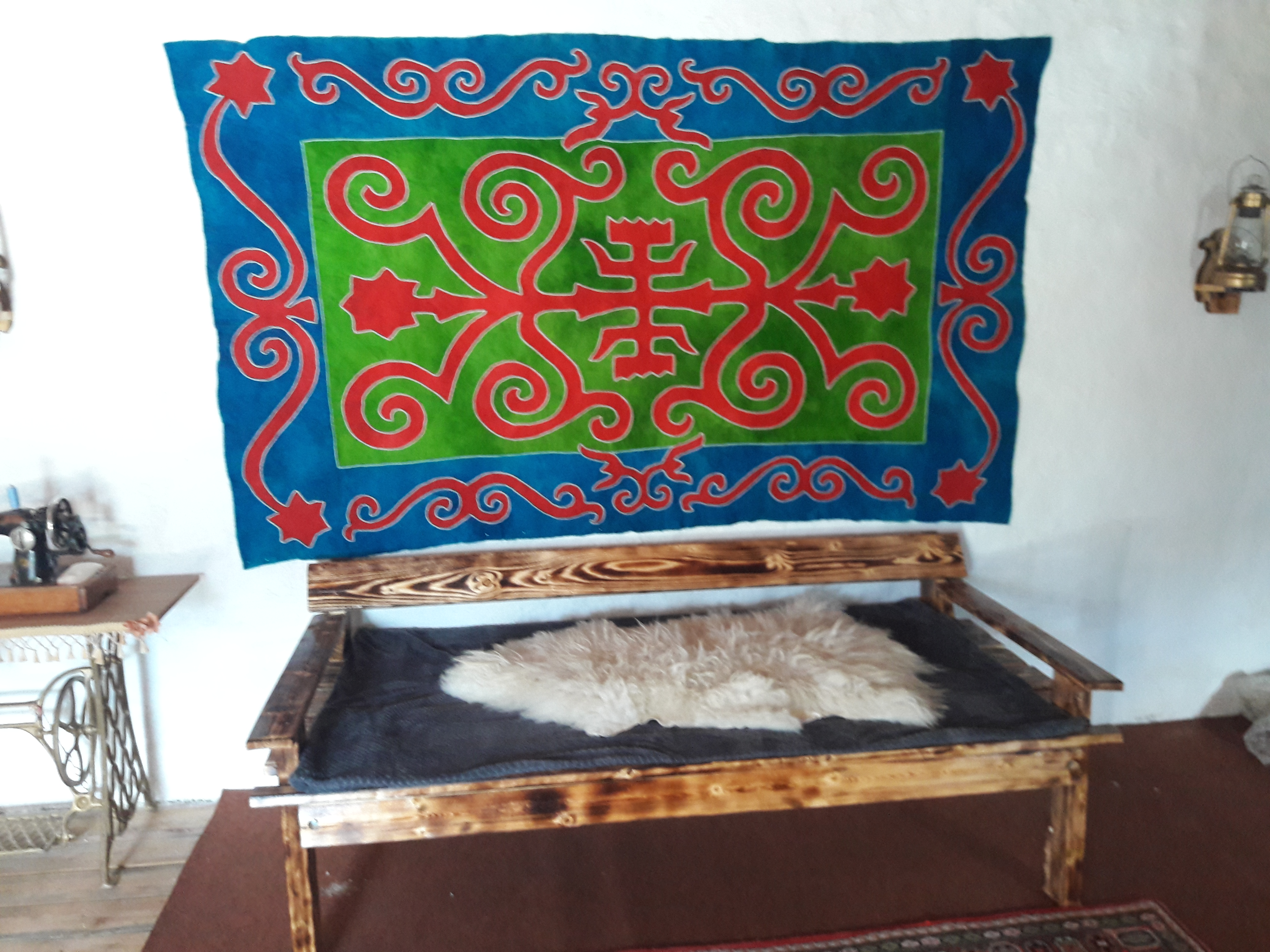
Истанг из села Шатой